# Лорена Рохас
Лорена Рохас (повне ім'я Сейді Лорена Рохас Гонсалес; ісп. Seydi Lorena Rojas González; 10 лютого 1971, Мехіко — 16 лютого 2015, Маямі) — мексиканська акторка, модель, співачка.

## Біографія
Батьки Лорени розлучилися, коли вона ще була дитиною. Батько покинув матір Лорени, Ільду, з трьома дітьми і поїхав на свою батьківщину в Коста-Рbку. У Лорени були старша сестра Майра і брат Вальтер.
Закінчивши школу, Лорена була змушена продавати солодощі і цим заробляти собі на життя. Її старша сестра Майра Рохас (яка на той момент вже була актрисою) з дитинства бачила в Лорені задатки артистичного таланту і порадила їй спробувати себе в цьому напрямку. Раніше Лорена спробувала вивчати ветеринарію і філософію.
Як фотомодель знімалася для журналів «H para Hombres», «Conexiones Internacional», «Siempre mujer», «TV y Novelas» та інших.
Дебютувала у кіно в 1990 році, знімалася в основному в мексиканських телесеріалах.

## Особисте життя
В 2001—2005 роки Лорена була одружена з Патріком Шнаасом.
Пізніше Лорена була у фактичному шлюбі з іспанським бізнесменом Хорхе Монхесом. У пари є прийомна дочка — Лусіана Рохас (нар. 6 жовтня 2013).

### Хвороба
Восени 2008 року у Лорени був діагностований рак молочної залози. 9 грудня в Маямі їй була проведена успішна операція, проте незабаром стан актриси погіршився, метастази поширилися на інші органи і викликали прогресування захворювання.
Лорена Рохас померла 16 лютого 2015 року від раку печінки.

## Номінації та нагороди
- 2002 — номінація на премію «Los Premios MTV Latinoamérica» в категорії «MTV North Feed (mostly Mexico) — Hottest Girl (Mamacita del Año)».

## Фільмографія
| Рік       | Українська назва         | Оригінальна назва             | Роль                     |
| --------- | ------------------------ | ----------------------------- | ------------------------ |
| 1990      | Дотягнутися до зірки     | Alcanzar una estrella         | Сара дель Ріо            |
| 1991      | Дотягнутися до зірки 2   | Alcanzar una estrella II      | Сара дель Рио            |
| 1992      | Потанцюй зі мною         | Baila conmigo                 | Росаріо                  |
| 1992      |                          | Más que alcanzar una estrella | Пауліна Боніта           |
| 1993      | El triste juego del amor | Тереса                        |                          |
| 1993      | В поисках рая            | Buscando el paraíso           | Лоліта                   |
| 1994      |                          | La quebradita                 | Ріта                     |
| 1995      | На одне лице             | Bajo un mismo rostro          | Кароліна                 |
| 1995      |                          | Morena                        | Даніела                  |
| 1996      | Пісня кохання            | Canción de amor               | Анна                     |
| 1997      | У Душі нема кольору      | El alma no tiene color        | Анна Луіса Рольдан       |
| 1998      |                          | Azul tequila                  | Каталіна                 |
| 1998      |                          | Tentaciones                   | Хулія Муньос             |
| 1999      |                          | El candidato                  | Беатріс                  |
| 2001      |                          | Corazones rotos               | Тереса                   |
| 2001      | Як в кіно                | Como en el cine               | Ісабель Монтеро          |
| 2001      |                          | Lo que callamos las mujeres   | Діана                    |
| 2003      | Під маскою месника       | Ladrón de corazones           | Вероніка Вега            |
| 2004      |                          | Zapata: Amor en rebeldía      | Роса Ескандон            |
| 2005      | Volver al paraíso        | Хулія Толедо                  |                          |
| 2005      | Друге життя              | El cuerpo del deseo           | Ісабель Арроє            |
| 2007      |                          | Decisiones                    | Лорена                   |
| 2007—2008 | Чужі гріхи               | Pecados ajenos                | Наталія Руїс             |
| 2010      | Між коханням і бажанням  | Entre el amor y el deseo      | Клаудія Фонтана Мартінес |
| 2013      | Росаріо                  | Rosario                       | Прісцила Павон           |
| 2014      |                          | Sangre en el Diván            | Вероніка Гарсія          |

## Дискографія
- «Como Yo No Hay Ninguna» (2001, Azteca Music)
- «Deseo» (2006, Big Moon Records)